# Piotr Jacoń

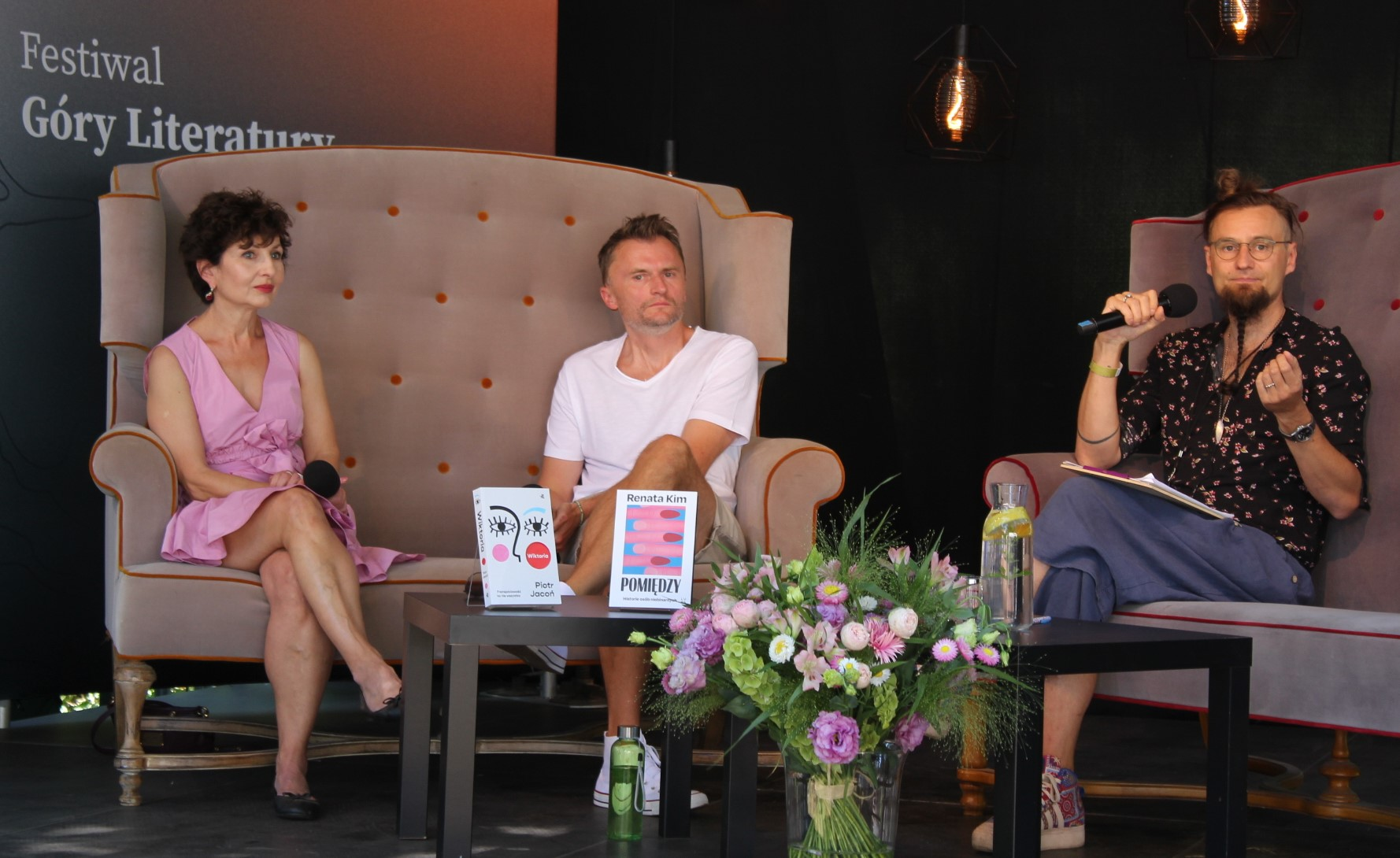
Renata Kim, Piotr Jacoń, Lu Olszewski

Piotr Jacoń (ur. 7 maja 1976 w Gdyni) – polski dziennikarz, polonista, prezenter programów informacyjnych w TVN24.

## Życiorys
Ukończył V LO w Gdańsku-Oliwie oraz polonistykę na Uniwersytecie Gdańskim.
Swoją dziennikarską pracę rozpoczynał w Radiu Plus, Radiu Gdańsk i Dzienniku Bałtyckim.
W listopadzie 2004 trafił do TVN24, gdzie, do końca czerwca 2007 był gdańskim reporterem stacji. 24 lipca 2005 zadebiutował jako gospodarz serwisów informacyjnych TVN24. Od lutego do sierpnia 2007 prowadził również magazyn Prosto z Polski, a od 20 sierpnia 2007 jest gospodarzem programu Dzień po dniu. W TVN24 GO prowadzi cykl wywiadów Bez polityki. Kilkakrotnie prowadził też Skaner polityczny, Poranek TVN24 i magazyn Horyzont, pojawił się również w programie Kalejdoskop tygodnia.
W 2021 ukazał się jego reportaż telewizyjny Wszystko o moim dziecku. W tym samym roku ukazała się jego książka My, trans, reportaż opisujący problemy osób transpłciowych i ich bliskich.

## Nagrody i wyróżnienia
W 2017 został Mistrzem Mowy Polskiej, a w 2022 otrzymał Medal Wolności Słowa.
Laureat nagrody magazynu Glamour w kategorii „Mężczyzna Roku Glamour 2022”. W 2024 otrzymał tytuł Ambasadora Różnorodności miesięcznika My Company Polska za „dziennikarstwo przełamujące tabu i otwierające oczy na potrzeby drugiego człowieka”.